# Pro illa vice
Der lateinische Ausdruck pro illa vice bedeutet „für jenes (eine) Mal“, weitläufiger: „damals ausnahmsweise“. Es handelt sich um eine Variante des lateinischen Ausdrucks pro hac vice.
Er kennzeichnet eine nicht mehr aktuelle Einzelfall- oder Ausnahmeregelung, die zu einem gegebenen Zeitpunkt in der Vergangenheit, auf den Bezug genommen wird, einmal gegolten hat. Als Terminus technicus in amtlichen Titulaturen der römisch-katholischen Kirche bezeichnet der Ausdruck einen Titularbischofssitz oder eine Kardinaldiakonie, der oder die zu einem früheren Zeitpunkt einmal pro hac vice, d. h. „für dieses (eine) Mal“, also ausnahmsweise, als Titularerzbischofssitz bzw. Kardinalpriester-Titelkirche verliehen wurde, mittlerweile aber wieder in den ursprünglichen Rang als Titularbistum bzw. Kardinaldiakonie zurückgekehrt ist.